# Gregor Piatigorsky

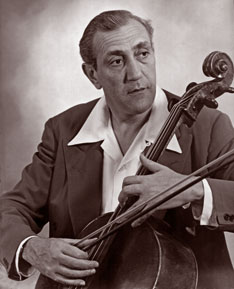
Gregor Piatigorsky, 1945

Gregor Piatigorsky (ursprünglich Григорий Павлович Пятигорский/Grigori Pawlowitsch Pjatigorski; * 4. Apriljul. / 17. April 1903greg. in Jekaterinoslaw, Russisches Kaiserreich; † 6. August 1976 in Los Angeles) war ein US-amerikanischer Cellist ukrainischer Herkunft und zählt zu den bedeutendsten Cellisten des mittleren 20. Jahrhunderts.

## Leben
Als Sohn von Musikern wurde Piatigorsky in Jekaterinoslaw (heute Dnipro, Ukraine) in eine jüdische Familie hineingeboren. Zu seinem siebten Geburtstag erhielt er sein erstes Violoncello. Er wurde, nachdem sich der Unterricht bei seinem eigenen Vater, einem Geiger, als wenig effektiv herausgestellt hatte, von einheimischen Cellolehrern unterrichtet. Im Alter von acht Jahren erhielt er ein Stipendium zum Studium am Moskauer Konservatorium und trat in Moskau in Cafés auf.
Nach großen Streitigkeiten mit seinem Vater riss Piatigorsky im Alter von 15 Jahren von daheim aus und musste jetzt erst recht ums Überleben kämpfen. Wegen seiner außergewöhnlichen Fähigkeiten erhielt er aber noch im selben Lebensjahr die Stelle des ersten Cellisten im Bolschoi-Theater, dessen Orchester das größte der Sowjetunion war.
Nach einer dramatischen Flucht über Polen studierte Piatigorsky in Deutschland bei Julius Klengel in Leipzig und bei Hugo Becker in Berlin. 1924 wurde er unter Wilhelm Furtwängler ins Berliner Philharmonische Orchester aufgenommen, nachdem er mehrere Nächte als Obdachloser auf Bänken verbracht hatte. Als Erster Cellist blieb er bis 1929 in diesem Orchester. Piatigorsky musizierte zusammen mit einigen der herausragendsten Musiker überhaupt: Jascha Heifetz, Nathan Milstein, Arthur Rubinstein, Sergei Rachmaninow, Artur Schnabel,  Wladimir Horowitz und Bronislaw von Pozniak (als zeitweiliges Mitglied des Pozniak-Trios) zählten zu seinen Kammermusikpartnern. Später unterrichtete er an verschiedenen amerikanischen Universitäten. Im Januar 1937 heiratete er in Ann Arbor Jacqueline Rebecca Louise de Rothschild aus der Bankier-Familie Rothschild, Schwester von Guy de Rothschild. Sie kehrten nach Frankreich zurück, wo im Herbst desselben Jahres ihre erste Tochter Jephta geboren wurde. Nach der deutschen Besetzung Frankreichs im Zweiten Weltkrieg floh die Familie in die USA und ließ sich in Elizabethtown in den Adirondack Mountains nieder, wo 1940 der Sohn Joram geboren wurde.
Piatigorsky und seine Frau Jacqueline, selbst eine Schachspielerin und Künstlerin, waren sehr am Schachspiel interessiert und finanzierten zwei bedeutende Turniere: 1963 in Los Angeles und 1966 in Santa Monica.
Im Jahr 1965 veröffentlichte Piatigorsky seine Autobiographie Cellist (auf Deutsch Mein Cello und ich und unsere Begegnungen), die zu den bekanntesten Musikerautobiographien zählt.
Im Alter von 73 Jahren erlag Piatigorsky am 6. August 1976 in Los Angeles einem Krebsleiden.

## Werke
- Mein Cello und ich und unsere Begegnungen, 16. Auflage, Dtv, München 1998, ISBN 3-423-20070-7 (1. Auflage: Tübingen 1968, Übersetzung von Cellist, Doubleday, 1965)